# Liste der Stolpersteine in Brechen
In der Liste der Stolpersteine in Brechen werden die vorhandenen Gedenksteine aufgeführt, die im Rahmen des Projektes Stolpersteine des Künstlers Gunter Demnig bisher in Brechen im Ortsteil Oberbrechen verlegt worden sind.

## Verlegte Stolpersteine
| Adresse                    | Name            | Inschrift | Verlegedatum | Bild | Anmerkung                                     |
| -------------------------- | --------------- | --- | ------------ | ---- | --------------------------------------------- |
| Lange Straße 2 (Standort)  | Jette Stern     | Hier wohnte Jette Stern Jg. 1873 unfreiwillig verzogen 1941 Frankfurt deportiert 1942 Maly Trostinez ermordet           | 15. Mai 2015 |      | geboren am 20. August 1873 in Oberbrechen     |
| Lange Straße 2 (Standort)  | Siegfried Stern | Hier wohnte Siegfried Stern Jg. 1879 deportiert 1942 ermordet im besetzten Polen                                        | 15. Mai 2015 |      | geboren am 25. Oktober 1879 in Oberbrechen    |
| Lange Straße 2 (Standort)  | Sophie Stern    | Hier wohnte Sophie Stern geb. Frank Jg. 1889 Schicksal unbekannt                                                        | 15. Mai 2015 |      | geboren am 27. September 1889 in Nieder-Ohmen |
| Lange Straße 2 (Standort)  | Kurt Stern      | Hier wohnte Kurt Stern Jg. 1913 Flucht 1938 USA                                                                         | 15. Mai 2015 |      |                                               |
| Lange Straße 2 (Standort)  | Ilse Stern      | Hier wohnte Ilse Stern Jg. 1921 Flucht USA                                                                              | 15. Mai 2015 |      |                                               |
| Lange Straße 14 (Standort) | Moses Stern     | Hier wohnte Moses Stern Jg. 1872 unfreiwillig verzogen 1940 Frankfurt deportiert 1942 Theresienstadt ermordet 9.10.1942 | 15. Mai 2015 |      | geboren am 26. Februar 1872 in Oberbrechen    |
| Lange Straße 14 (Standort) | Dora Stern      | Hier wohnte Dora Stern Jg. 1883 gedemütigt/entrechtet tot 14.8.1934 Umstände nie geklärt                                | 15. Mai 2015 |      |                                               |